# کمان زنبورکی لئوناردو

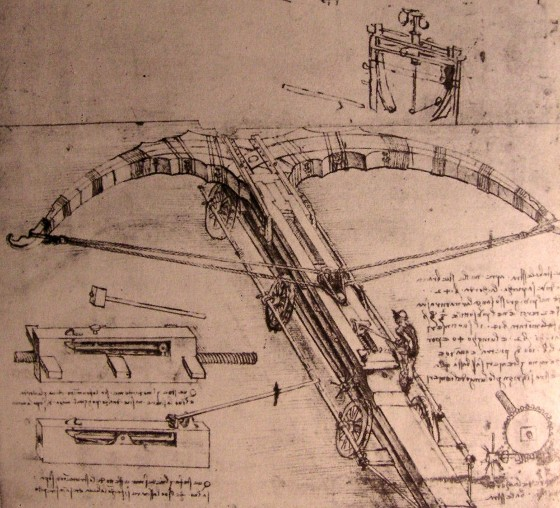
نقاشی اصلی از کمان‌زنبورکی غول‌آسا (قوانین آتلانتیک)

کمان‌زنبورکی لئوناردو یک سلاح دوربرد به طراحی لئوناردو دا وینچی می‌باشد که نقاشی‌های آن در قوانین آتلانتیک کشیده شده است. با وجود آن که این کمان هیچوقت توسط طراح خودش ساخته نشد، اما در مستندی از شبکه تلویزیونی دیسکاوری مدل آن در ابعاد واقعی درست شد که در ۲۳ آگوست ۲۰۱۰ به نمایش در آمد. ایدۀ کلی داوینچی، همانطور که در نقاشی قوانین آتلانتیک (۱۴۸۹-۱۴۸۸) آمده است، ساخت یک کمان زنبورکی غول‌آسا به منظور افزایش برد پیکان بود.